# 大西洋吞鰩
大西洋吞鰩（學名：Gurgesiella atlantica）為軟骨魚綱鰩目吞鰩科吞鰩屬的一種，分布於西大西洋加勒比海到巴西海域，深度374至480公尺，本魚體盤背盤上長有大量的細齒，上身呈淡棕色，有時帶有斑點，下身呈棕粉色，尾巴通常為深棕色，尾鰭為黑色，體長可達50公分，棲息在深海海域，為底棲性魚類，屬肉食性，卵生，卵囊有上有堅硬角狀突起，生活習性不明。